# Lampedusa (geslacht)
Lampedusa is een geslacht van slakken uit de  familie van de Clausiliidae.

## Soorten
De volgende soorten zijn bij het geslacht ingedeeld:
- Lampedusa imitatrix (O. Boettger, 1879)
- Lampedusa lopadusae (Calcara, 1846)
- Lampedusa melitensis (Caruana Gatto, 1892)

### Synoniemen
- Lampedusa (Imitatrix) Westerlund, 1884 => Lampedusa O. Boettger, 1877
- Lampedusa (Imitatrix) imitatrix (O. Boettger, 1879) => Lampedusa imitatrix (O. Boettger, 1879)
- Lampedusa (Imitatrix) melitensis (Caruana Gatto, 1892) => Lampedusa melitensis (Caruana Gatto, 1892)
- Lampedusa (Lampedusa) O. Boettger, 1877 => Lampedusa O. Boettger, 1877
- Lampedusa (Lampedusa) lopadusae (Calcara, 1846) => Lampedusa lopadusae (Calcara, 1846)